# خوزه گاسپار رودریگز د فرانسیا
خوزه گاسپار رودریگز د فرانسیا ئی ولاسکو (تلفظ اسپانیایی: [xoˈse ɣasˈpaɾ roˈðɾiɣes ðe ˈfɾansia] (6 ژانویه ۱۷۶۶–۲۰ سپتامبر ۱۸۴۰) وکیل و سیاستمدار پاراگوئه‌ای و نخستین دیکتاتور پاراگوئه (۱۸۱۴–۱۸۴۰) بود که به دنبال استقلال آن کشور در سال ۱۸۱۱ از نایب‌الملک اسپانیایی ریو د لا پلاتا، قدرت را به دست گرفت. عنوان رسمی وی "دیکتاتور عالی و همیشگی پاراگوئه" بود، اما در بین مردم به " ال سوپرمو" (یعنی عالی) معروف بود.
وی را ایدئولوگ اصلی و رهبر سیاسی که طرفدار استقلال کامل پاراگوئه از استان‌های متحد ریو د لا پلاتا و امپراتوری برزیل بود، می‌دانند.